# トーマス・クリーフ
トーマス・クリーフ（Thomas Krief、1993年6月5日 - ）は、フランスのメリベル出身のフリースキーヤー。種目はハーフパイプ。使用しているスキー板のブランドはサロモンのNFX。

## 生い立ち
7歳の時からスキーを始める。

## 戦歴
2009年1月に地元フランスで開催されたFIS主催ワールドカップで初めてワールドカップに参戦。初戦は17位。
2011年3月に地元フランスで開催されたワールドカップでは4位。
2012年3月に地元フランスで開催されたWinter X Games Europeでは、アメリカのデービッド・ワイズを上回り、トリン・イェーター＝ウォレスに次ぐ2位。
2012年4月にカナダのウィスラーで開催されたWorld Skiing Invitational & AFP World Championshipsでは、カナダ出身のマイク・リドルに次ぐ2位。
2012年8月にニュージーランドで開催されたワールドカップで2位になり、ワールドカップ参戦後初の表彰台に立つ。
2013年3月にノルウェーで開催されたFIS主催の世界選手権では、アメリカのデービッド・ワイズ、トリン・イェーター＝ウォレスに次ぐ3位。
2015年8月のFIS主催ワールドカップ＠ニュージーランド(Audi quattro Winter Games NZ)ではフランス出身のケビン・ローランドに次ぐ2位。

## スポンサー
- Quiksilver
- Salomon
- Sfr
- Caisse d'Epargne
- Méribel